# Mniothamnea
Mniothamnea es un género monotípico de planta  perteneciente a la familia Bruniaceae. Su única especie Mniothamnea callunoides es originaria de Sudáfrica.

## Descripción
Es un arbusto enano perennifolio que alcanza un tamaño de  0.3 - 1 metros a una altitud de  500 - 140 metros en Sudáfrica.

## Taxonomía
Audouinia capitata fue descrita por (Oliv.) Nied. y publicado en Die Natürlichen Pflanzenfamilien 3(2a): 136. 1891.
Sinonimia
- Berzelia callunoides Oliv. basónimo
- Mniothamnea micrantha Schltr.[3]